# 9 × 18 mm Police
La munition pour pistolet de 9 × 18 mm Police, ou 9 mm Ultra, fut conçue en 1939 dans le cadre d'un programme de la Luftwaffe. Mais elle ne fut produite industriellement qu'entre 1970 et 1990 environ (Allemagne, Autriche et Italie) pour quelques rares armes de poing fonctionnant avec une culasse non calée.

## Dimensions
- Diamètre de la balle: 9,02 mm
- Longueur de l'étui : 18 mm
- Longueur de la cartouche : 25,50 mm

## Balistique indicative
- Masse de la balle : 6,1-7,38 g
- Charge de poudre : 0,29 g
- Vitesse initiale : 312-360 m/s
- Énergie initiale : 275-324 joules

## Quelques armes tirant cette munition
Les Walther PP Super, Sig-Sauer P230, Mauser HSc-80 et Benelli B-76 furent les rares pistolets chambrés pour le 9 mm Ultra.